# Eustroma aerosa
Eustroma aerosa är en fjärilsart som beskrevs av Butler 1878. Eustroma aerosa ingår i släktet Eustroma och familjen mätare. Inga underarter finns listade i Catalogue of Life.